# Шри-Ланка на летних Олимпийских играх 1996
Шри-Ланка принимала участие в летних Олимпийских играх 1996 года в Атланте (США) в двенадцатый раз за свою историю, но не завоевала ни одной медали. Сборную страны представляло 9 спортсменов, в том числе 4 женщины.

## Результаты соревнований

### Водные виды спорта

#### Прыжки в воду
По итогам предварительных 6 прыжков в полуфинал проходило 18 спортсменов. Далее прыгуны выполняли по 5 прыжков из обязательной программы, результаты которых суммировались с результатами предварительных прыжков. По общей сумме баллов определялись финалисты соревнований. Финальный раунд, состоящий из 6 прыжков, спортсмены начинали с результатом, полученным в полуфинале.
Мужчины
| Соревнование      | Спортсмены       | Предварительный раунд | Предварительный раунд | Полуфинал            | Полуфинал            | Сумма                | Сумма                | Финал                | Финал                | Итог                 | Итог                 |
| Соревнование      | Спортсмены       | Результат             | Место                 | Результат            | Место                | Результат            | Место                | Результат            | Место                | Результат            | Место                |
| ----------------- | ---------------- | --------------------- | --------------------- | -------------------- | -------------------- | -------------------- | -------------------- | -------------------- | -------------------- | -------------------- | -------------------- |
| трамплин, 3 метра | Джанака Биянвила | 247,44                | 35                    | Завершил выступление | Завершил выступление | Завершил выступление | Завершил выступление | Завершил выступление | Завершил выступление | Завершил выступление | Завершил выступление |